# Den nakna mannen
Den nakna mannen (finska: Miesten vuoro) är en finsk dokumentär från 2010 regisserad av Joonas Berghäll och Mika Hotakainen. Den handlar om finländska mäns möten i bastun och deras diskussioner om allt från liv till död.
Filmen nominerades till Nordiska rådets filmpris 2010, och var även Finlands bidrag i kategorin bästa icke-engelskspråkiga film vid Oscarsgalan 2011, men vann inget av priserna.